# Sungai Solok
Sungai Solok is een bestuurslaag in het regentschap Pelalawan van de provincie Riau, Indonesië. Sungai Solok telt 1106 inwoners (volkstelling 2010).